# Levada

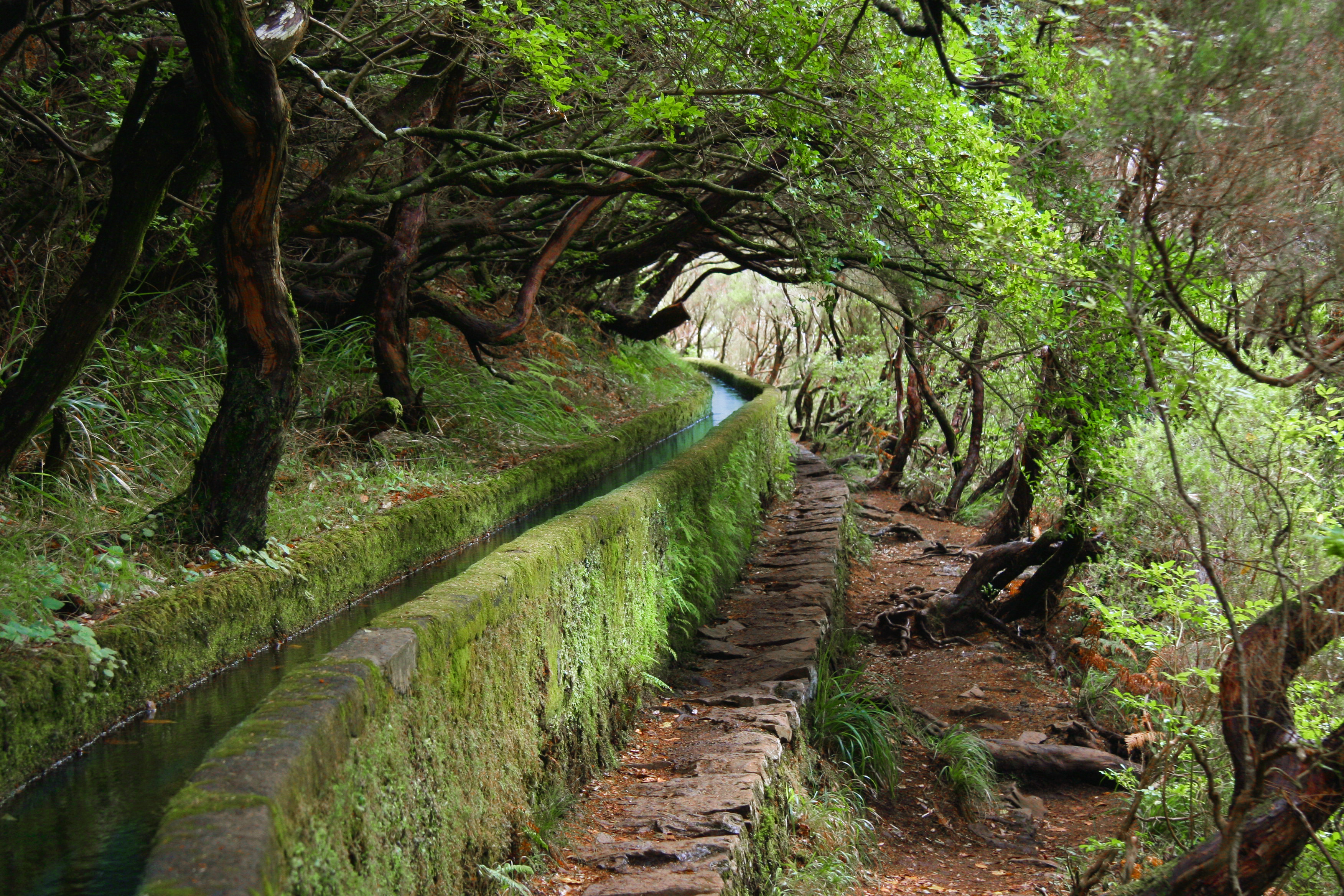
Levada cerca de Rabaçal.

Una levada (del portugués levar, "llevar") es un canal de irrigación o acueducto de la isla de Madeira en el Océano Atlántico (Portugal). Las levadas tienen una forma en U estrecha para evitar la evaporación del agua, su pendiente es ligera y además de recoger el agua en el origen también recogen el agua de escorrentía.  El mismo término también es ampliamente usado en Galicia para canales similares.

## Historia
Las levadas se crearon originalmente por la necesidad de abastecer el sur de la isla, más poblado y con mayor producción agrícola, pero más seco, con agua proveniente del oeste o noroeste de la isla, donde las precipitaciones son más abundantes. La razón es el relieve extraordinariamente montañoso de la isla, que con sus 1800 m de altitud máxima retiene los vientos alisios en su cara norte y da lugar a un tipo de vegetación conocido como laurisilva, que condensa la humedad de las nubes. 
En el siglo XVI, los portugueses comenzaron a construir las levadas para regar las plantaciones de caña de azúcar, ya que, en aquella época, el azúcar era conocido como "oro blanco", y muy pronto las viñas que producirían el vino de Madeira. En aquella época, la construcción, hecha con maderas y piedra volcánica, era de carácter privado para el regadío, unas pocas se usaban para llevar el agua de un lado a otro de la isla.
En el siglo XIX, el estado empieza a subvencionar la construcción de las levadas y hace su aparición el cemento. De este periodo destaca la levada Velha do Rabaçal, construida entre 1835 y 1860, y que hoy es punto de partida para una de las excursiones más realizadas de la isla, la que visita las levadas de Risco y de las 25 Fontes. 
En 1947 se acomete un ambicioso plan de ampliación que debía servir también para producir energía eléctrica. Entonces, el área irrigada en la isla apenas superaba los cien kilómetros cuadrados. En 1967, la red de levadas había crecido de 1000 a 1.400 km de longitud. Algunas levadas atraviesan la montaña. En sólo 20 años, se amplía el área irrigada de 100 a 300 kilómetros cuadrados. Cien de los kilómetros de levadas construidos, de los cuales 20 eran de túneles, a unos 1000 m de altitud, sirven para abastecer cuatro centrales hidroeléctricas nuevas. Las que sirven para el regadío únicamente, se encuentran a unos 600 m de altitud.

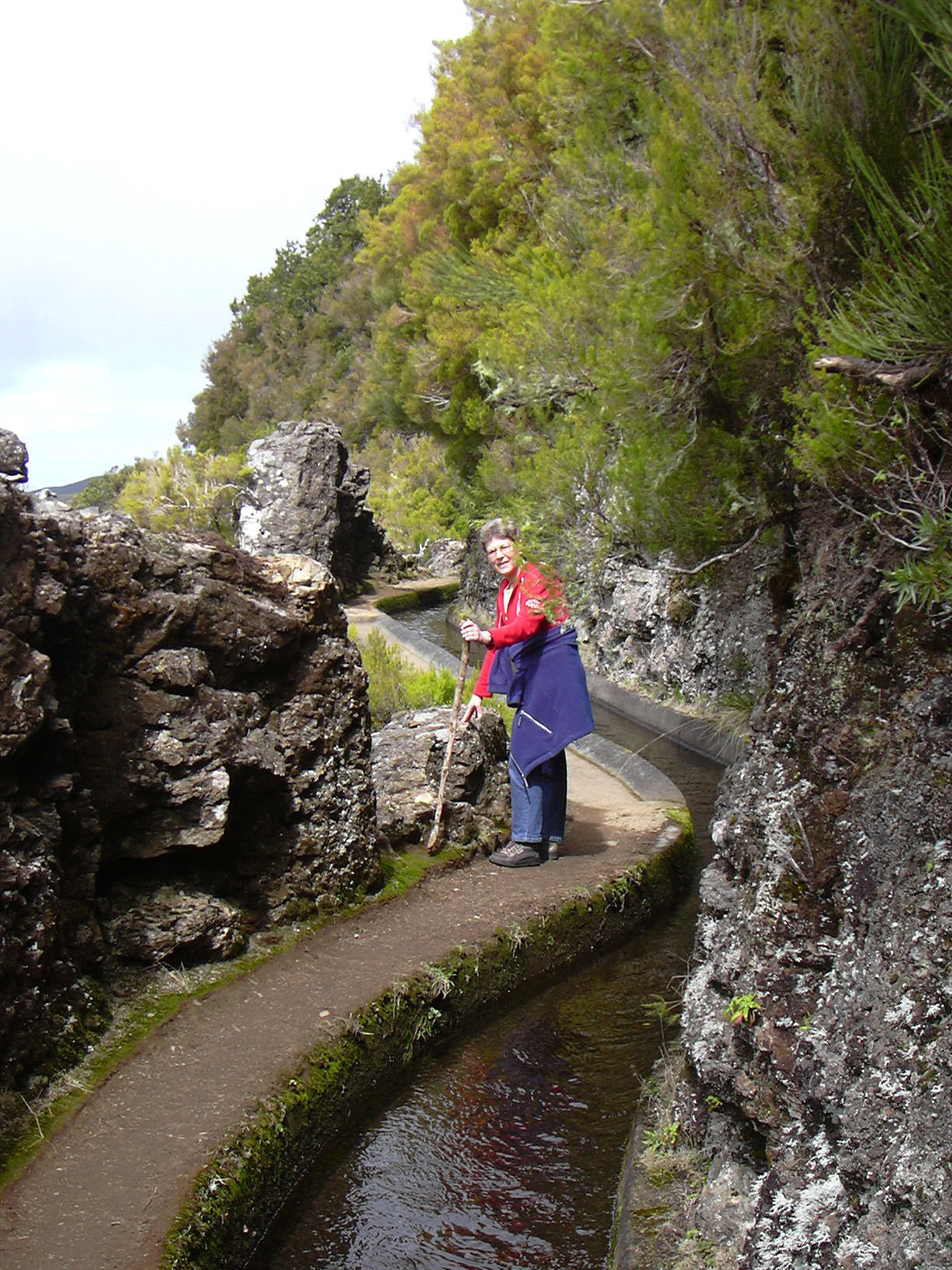
Levada.

El agua sobrante de las centrales se distribuye, igual que la de las levadas de riego, según un plan que va distribuyendo el caudal por horas a los regantes. Existen unos 1.400 km de levadas formando una red de senderos, que facilitan al caminante una experiencia relajante en lugares hermosos del interior de la isla, otros en cambio discurren por acantilados peligrosos.

## Principales levadas
- 25 Fontes es la levada más visitada de la isla. El camino se inicia en el refugio de Rabaçal, al que se accede después de atravesar el único lugar llano de la isla de Madeira, Paul de la Serra. Desde Rabaçal se puede visitar la laguna del Viento (Lagoa do Vento), y Risco, desde donde se ve la imponente cascada que se desprende del lago, y luego iniciar el recorrido de las 25 Fontes, de unos 4,5 km, hasta el lugar donde se inicia la levada, un valle de paredes verticales donde los diferentes tipos de roca volcánica permiten que el agua de la capa freática superior emerja en forma de numerosas fuentes por las paredes de la montaña. El único problema es la estrechez del camino, en medio de los brezales de la laurisilva y los numerosos visitantes. Hay que volver al principio de la levada y seguir un camino que lleva a Porto Moniz o volver a subir a Rabaçal, unos 300 m más arriba.

- Caldeirao Verde es la segunda levada más visitada de la isla. El camino empieza en la Casa dos Queimadas, hasta donde se puede llegar en vehículo, y donde se puede encontrar albergue. En este lugar abundan los cedros, las hayas y las Criptomerias gigantes. Desde aquí, la levada tiene un recorrido de 6 km hasta Caldeirao Verde, una cascada de unos ochenta metros de altura que forma una pequeña laguna en su base. Durante el recorrido hay que atravesar varios túneles. Luego se puede seguir hasta Caldeirao do Inferno, a través de varios túneles o seguir el sendero que lleva a Ilha.

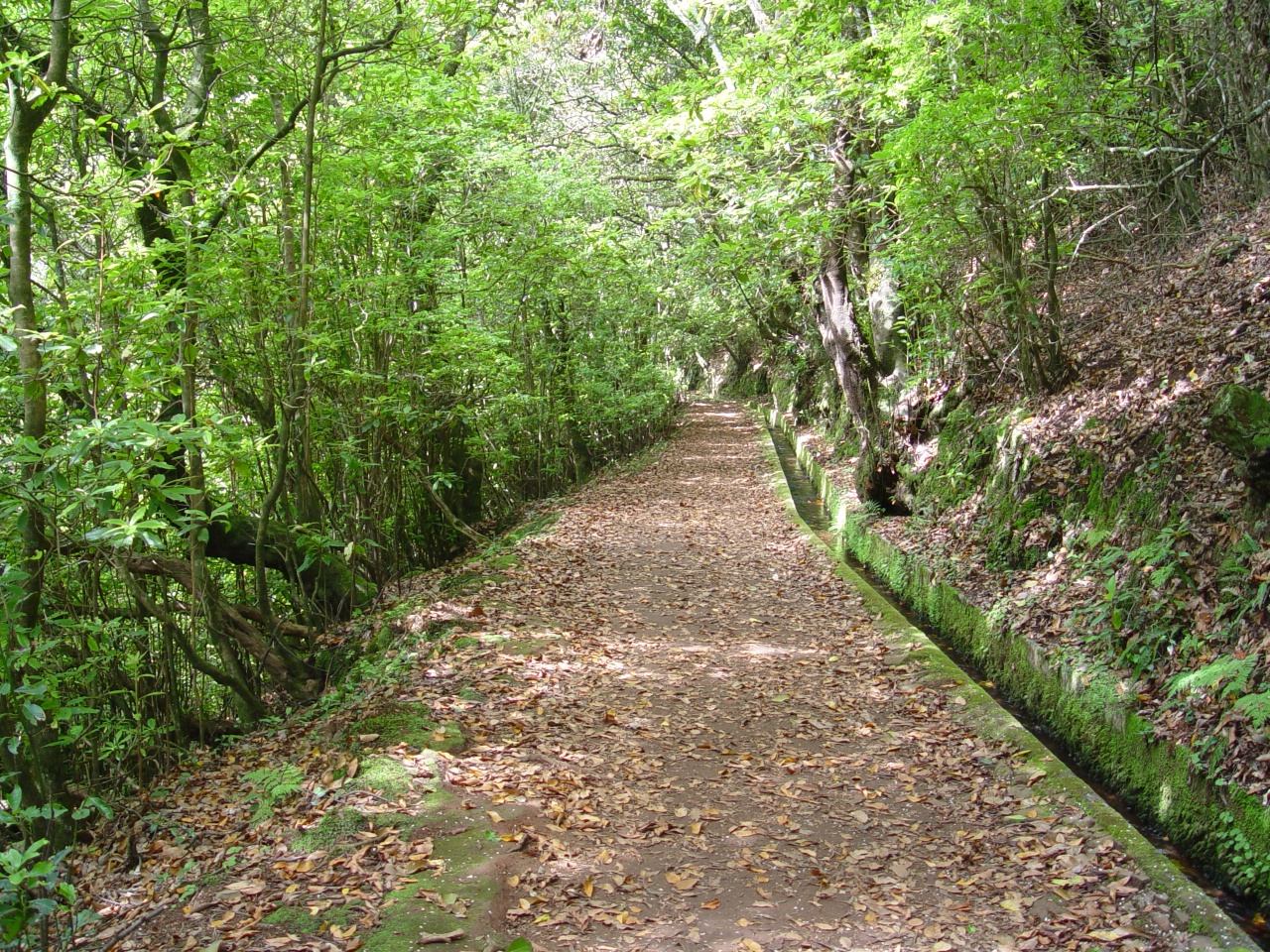
Levada do Furado.

- Serra do Faial, también conocida como Ribeiro Frío, tiene 10 km. Es un fragmento de una larguísima levada de 54 km que une los montes de Faial con Choupana, en la parte alta del este de la isla. Se construyó entre 1871 y 1905 y riega los campos de Caniço, Sao Gonçalo y Santa Maria Maior. El recorrido que se realiza empieza en el parque forestal de Ribeiro Frío, donde hay un criadero de truchas y numerosas orquídeas, y sigue por la levada de Serra do Faial, sin ningún peligro, hasta Portela. Desde esta levada se puede visitar la Faja da Nogueira, donde hay una central hidroeléctrica y extraordinarios tilos de la especie Ocotea foetens, propia de la laurisilva. Si desde el parque de Ribeiro Frío seguimos en dirección contraria la levada, podemos llegar hasta Balcões, desde donde hay una gran vista.

- Furado. Tiene 11 km entre Ribeiro Frío y Portela. Es una de las más antiguas, ya que en 1822 se firmó un contrato para que regara las tierras de Porto da Cruz. Está unida a las levadas de Juncal y de serra do Faial.

- Caniçal une el pico de Facho, a 323 m de altitud, con el muelle de Caniçal, al nivel del mar, en el este de la isla, y tiene un recorrido más sencillo. De unos 11 km de longitud parte de Maroços hacia el Tunel de Canical. Se le conoce como la levada mimosa debido a la presencia de acacias (comúnmente llamadas mimosas) en la ruta.[1]

- Faja da Ama o Faja de Rodrigues. Nace en el río del Inferno y recorre unos 8 km hasta la Ribeira da Vargem. Se accede a ella por la carretera que sube a Ginjas. Tiene cinco túneles y algunos lugares son peligrosos por la caída de agua sobre el camino. Desde la Riberira da Vargem, el agua desciende hasta la Central Eléctrica de Serra da Agua.

- Curral y Castelejo. Nace en el Curral das Freiras y tiene unos 10 km. Permite visitar el pueblo abandonado de Faja do Poio, atraviesa la Ribeira da Lapa, y baja hasta Santa Quiteria. Es algo peligrosa por los desprendimientos y el agua.

- Levada da Negra. Tiene unos 8 km y va desde el Poço da Neve, a 1600 m de altitud, construido en 1813 por un italiano, hasta el Laranjal, a unos 1000 m de altitud.

- Barreiro. Empieza también en el Poço da Neve. Tiene unos 6 km de longitud y acaba en la Casa do Barreiro, a 970 m de altitud.

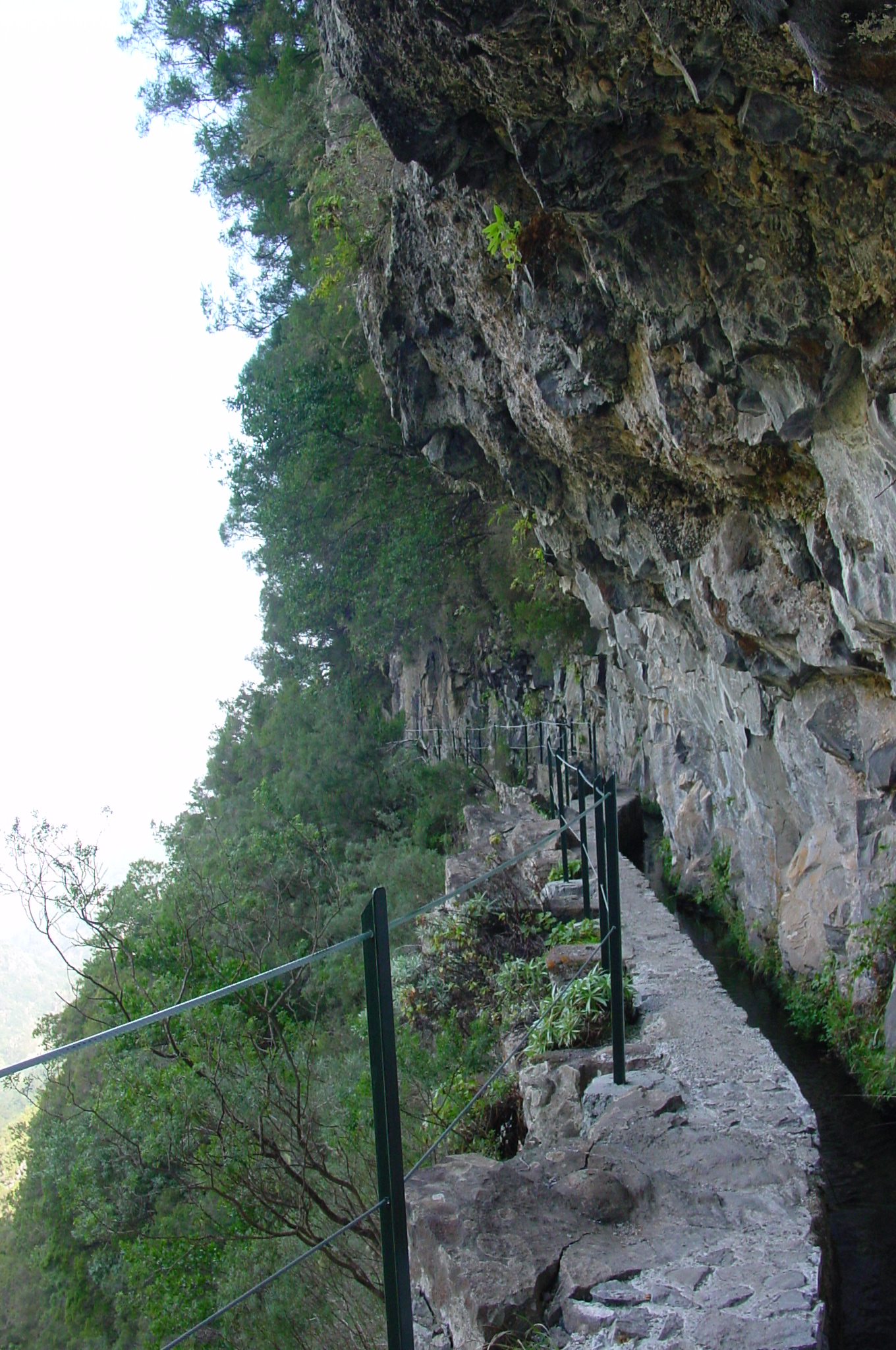
Levada de Caldeirão Verde.

- Levada del Norte. Es una de las más largas y que da lugar a más excursiones. También es una de las más antiguas, ya que se usaba para regar las tierras secas del sur de Ribeira Brava, de Cámara de Lobos y de Santa Quiteria hace muchos años, antes de que se construyera un túnel de 3 km que va a Curral das Freiras. Muere en la Central Hidroeléctrica da Serra de Agua, a unos 600 m de altitud. Se puede recorrer en varios tramos que en conjunto tienen más de 30 km hasta la Cámara de Lobos.

- Levadas de Calheta. Desde la Central Hidroeléctrica de Calheta, en el sudoeste de la isla, salen dos levadas, una de 40 km, que va hasta el extremo de la isla, y otra de 14 km que va hacia el este hasta la Ribeira da ponta do Sol.

- Piornais. Tiene unos 10 km de paseo. Nace en la Ribeira dos Socorridos, en la Faja do Poio. Ya existía en 1562, para regar los campos de caña de azúcar de las tierras bajas. En tiempos, movía varios molinos para triturar la caña. Hoy se puede recorrer hasta Lombada, aunque hay varios tramos peligrosos. Luego sigue a tramos hasta el Lido, junto a Funchal. Puede verse por debajo de la carretera.

- Tornos en Boaventura, en el norte de la isla. Tiene unos 18 km de longitud. Parte de un lugar cercano a Lombo de Urzal, a unos 700 m de altitud y baja suavemente por la ribeira de Joao Fernandes hasta la iglesia de Faja do Penedo. Abundan las plantas endémicas, hay varios túneles y algunos pasos peligrosos. De Faja do Penedo se puede ascender al mirador de las Voltas y desde aquí recorrer otra levada, la de Ribeira Funda. No confundir con otra levada dos Tornos por encima de Funchal.

- Do Rei. Nace en Ribeiro Bonito, al norte de la isla. Desciende desde los 550 m hasta los 500 m de altitud, desde donde se puede bajar a Sao Jorge. Desde aquí se puede enlazar con las levadas de Tornos y la de Caldeirao Verde. Es una de las zonas más frondosas de la isla.

- Galhano fue construida para abastecer la central hidroeléctrica de Ribeira de Janela, la más larga ribeira (valle) de Madeira. Tiene 19 km de longitud.

- Otras levadas populares para hacer senderismo son Nova de Poiso, Serra do Faial, Blandy, las levadas de Santana, cortas y fáciles, y Castelejo, en Porto da Cruz.

### Galería de imágenes

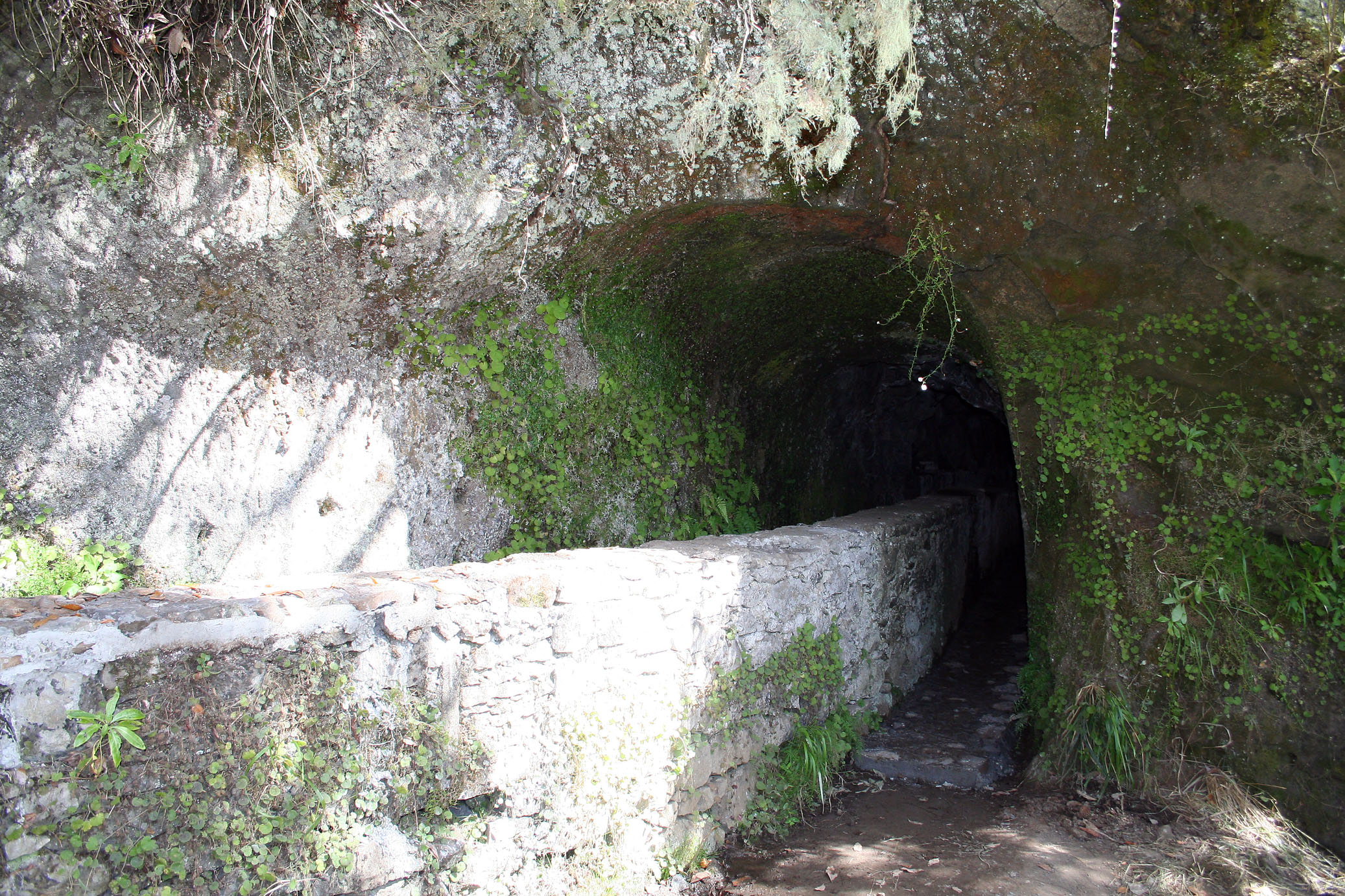
Túnel en una levada.
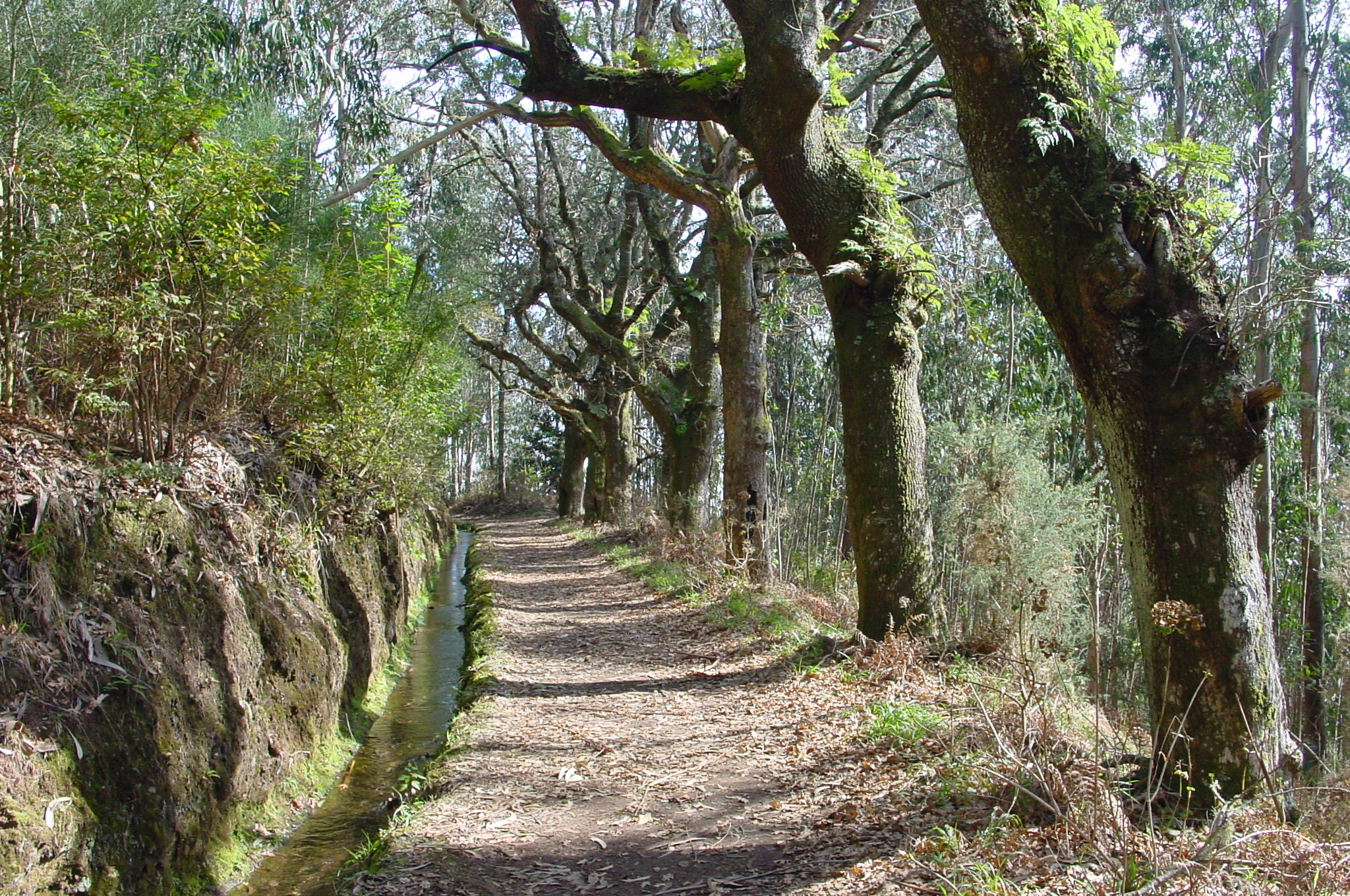
Levada da Serra do Faial.
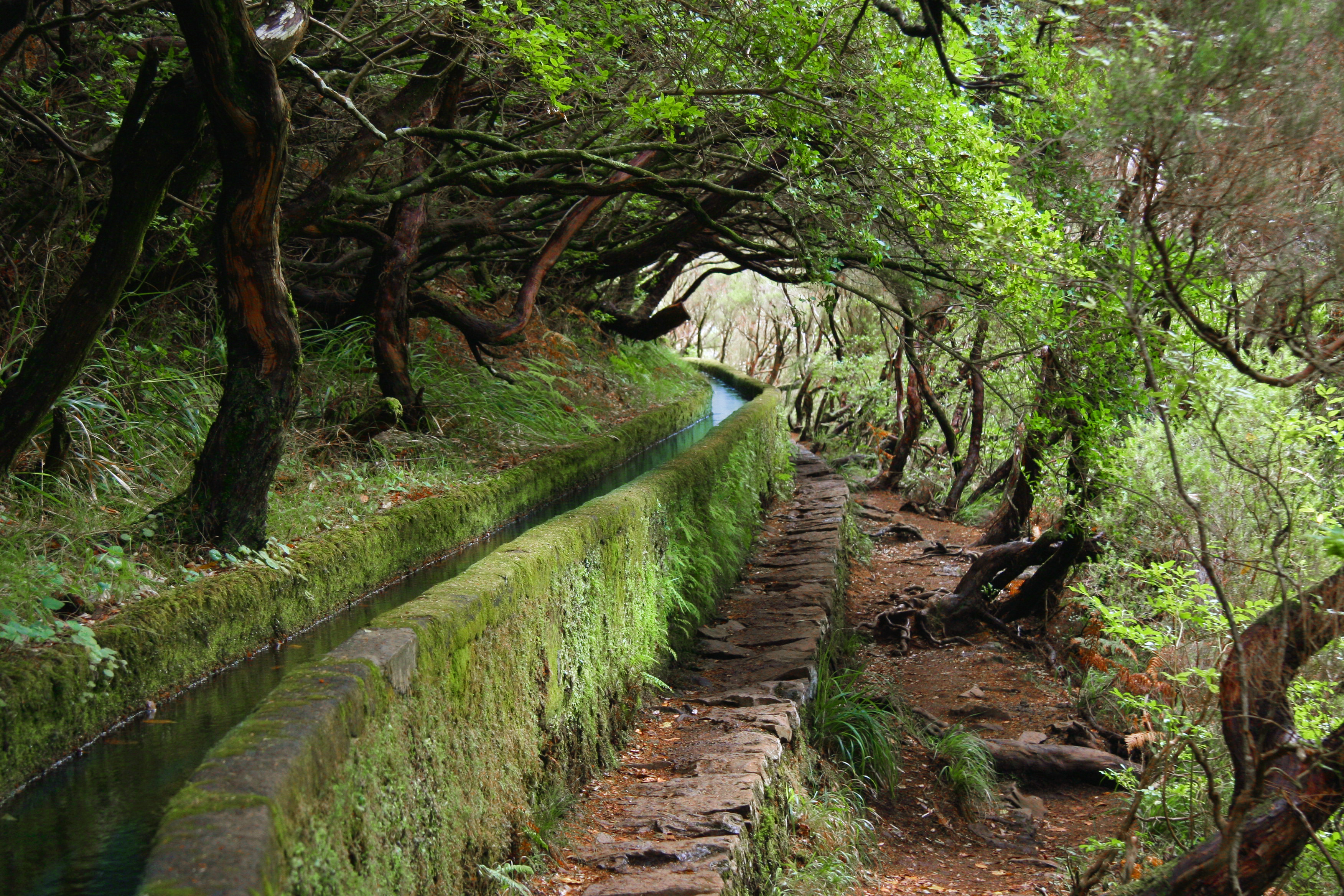
Levada da 25 fontes.